# Heavy Is the Head
A Heavy Is the Head (az albumborítón: h.i.t.h) Stormzy második stúdióalbuma, amelyet 2019. december 13-án adott ki a #Merky Records és az Atlantic Records. Az albumon közreműködött többek között Ed Sheeran, Headie One és H.E.R. is.
A Heavy Is the Head kislemezei a "Vossi Bop", a "Crown", a "Wiley Flow" és az "Own It". A "Vossi Bop" volt Stormzy első dala, ami a Brit kislemezlista tetejére jutott, amelyet az "Own It" is megismételt. Ezek mellett a "Crown" is a legjobb tíz helyre jutott. Az album második helyen debütált a UK Albums Charton, Rod Stewart You're in My Heart: Rod Stewart with the Royal Philharmonic Orchestra albuma mögött és Harry Styles Fine Line albuma előtt. 2020. január 20-án érte el a slágerlista első helyét.
Platina minősítést kapott a Brit Hanglemezgyártók Szövetségétől (BPI).

## Promóció
Stormzy 2019. november 19-én jelentette be az albumot közösségi média oldalain keresztül, a számlistával és az albumborítóval, amelyen egy mellénnyel szerepel. A mellényt Banksy, brit graffiti-művész tervezte és az Egyesült Királyság zászlaja látható rajta. Stormzy korábban a Glastonbury fesztiválon viselte.

## Számlista
| 1.    | Big Michael                             | Fred Again Fraser T. Smith | 2:26 |
| 2.    | Audacity (Headie One-nal)               | Smith                      | 4:06 |
| 3.    | Crown                                   | Napes MJ Cole              | 3:33 |
| 4.    | Rainfall (Tiana Major9-nal)             | Weathers Aod               | 3:18 |
| 5.    | Rachael's Little Brother                | EY                         | 5:38 |
| 6.    | Handsome                                | Dukes T-Minus              | 2:33 |
| 7.    | Do Better                               | Smith                      | 4:09 |
| 8.    | Don't Forget to Breathe (Yebbaval)      | PRGRSHN Smith              | 2:21 |
| 9.    | One Second (H.E.R.-rel)                 | Cutts Aod                  | 4:01 |
| 10.   | Pop Boy (Aitch-val)                     | Fred Toddla T              | 2:33 |
| 11.   | Own It (Ed Sheerannel és Burna Boy-jal) | Fred Weathers              | 3:37 |
| 12.   | Wiley Flow                              | !llmind Adotskitz EY       | 3:27 |
| 13.   | Bronze                                  | Weathers Cardiak           | 2:25 |
| 14.   | Superheroes                             | Weathers Aod               | 3:32 |
| 15.   | Lessons                                 | Thomas                     | 3:08 |
| 16.   | Vossi Bop                               | Andoh                      | 3:16 |
| 53:36 |                                         |                            |      |

| Japán kiadás | Japán kiadás        | Japán kiadás | Japán kiadás | Japán kiadás | Japán kiadás | Japán kiadás | Japán kiadás | Japán kiadás | Japán kiadás |
|              | Cím                 | Producer(ek) | Hossz        |              |              |              |              |              |              |
| ------------ | ------------------- | ------------ | ------------ | ------------ | ------------ | ------------ | ------------ | ------------ | ------------ |
| 17.          | Sounds of the Skeng | Sir Spyro    | 3:32         |              |              |              |              |              |              |
| 57:40        |                     |              |              |              |              |              |              |              |              |

Feldolgozott dalok
- "Rainfall": "Shackles (Praise You)", eredetileg: Mary Mary[6]
- "Rachael's Little Brother": "Baby Boy", eredetileg: Big Brovaz[6]
- "Superheroes": "Someday", eredetileg: Keisha White[6]

## Slágerlisták
| Slágerlista (2019–2020)              | Legmagasabb pozíció |
| ------------------------------------ | ------------------- |
| Ausztrál Albumok (ARIA)              | 11                  |
| Belga Albumok (Ultratop Flanders)    | 25                  |
| Kanadai Albumok (Billboard)          | 57                  |
| Dán Albumok (Hitlisten)              | 6                   |
| Holland Albumok (Album Top 100)      | 10                  |
| Német Albumok (Offizielle Top 100)   | 84                  |
| Ír Albumok (IRMA)                    | 3                   |
| Új-zélandi Albumok (RMNZ)            | 20                  |
| Norvég Albumok (VG-lista)            | 13                  |
| Skót Albumok (OCC)                   | 5                   |
| Svéd Albumok (Sverigetopplistan)     | 34                  |
| Svájci Albumok (Schweizer Hitparade) | 29                  |
| UK Albums (OCC)                      | 1                   |
| US Heatseekers Albums (Billboard)    | 16                  |

| Év   | Slágerlista                       | Pozíció |
| ---- | --------------------------------- | ------- |
| 2019 | UK Albums (OCC)                   | 58      |
| 2020 | Ausztrál Albumok (ARIA)           | 70      |
| 2020 | Belga Albumok (Ultratop Flanders) | 87      |
| 2020 | Dán Albumok (Hitlisten)           | 22      |
| 2020 | Holland Albumok (Album Top 100)   | 44      |
| 2020 | Ír Albumok (IRMA)                 | 14      |
| 2020 | UK Albums (OCC)                   | 5       |

## Minősítések
| Régió                    | Minősítés | Példányszám |
| ------------------------ | --------- | ----------- |
| Egyesült Királyság (BPI) | Platina   | 300,000     |